# Synagoga w Iłży
Synagoga w Iłży – nieistniejąca obecnie synagoga, która znajdowała się w Iłży.
Synagoga została zbudowana w 1870 roku, na terenie dawnej manufaktury fajansu Zeliga Sunderlanda. Podczas II wojny światowej, hitlerowcy zdewastowali synagogę. Od czasu zakończenia wojny budynek synagogi służył jako kino. W 1997 roku ówczesne władze miasta nakazały rozebrać budynek, po którym pozostał tylko pusty plac.